# 扎西坚才
扎西坚才（20世纪？—），也作扎西坚参，男，藏族，中国藏传佛教僧人，现任拉萨色拉寺管委会副主任、经师，中国佛教协会副会长。第十二届全国政协委员。